# ヘオルギー・ウェルコメ
ヘオルギー・ウィルソン・ウェルコメ・コリンス（スペイン語: Georgie Wilson Welcome Collins、1985年3月9日 - ）は、ホンジュラスのサッカー選手。ホンジュラス代表。ポジションはFW。
ホンジュラスの2部リーグであるリーガ・ナシオナル・デ・アスセンソ・デ・ホンジュラスから代表にデビューした初めての選手であり、2010 FIFAワールドカップにも出場した。

## 経歴

### クラブ
地元のアーセナル・デ・ロアタンでサッカー選手となり、2009年に同国のビッグクラブであるCDモタグアに引き抜かれた。
2010年8月1日には、スコティッシュ・プレミアシップのレンジャーズFCの1週間のトライアルに参加するためにグラスゴーへ渡った。トライアルは更に別の週へと続き、パーティック・シッスルFCとの試合ではハットトリックを達成、5-0での勝利を導いた。しかし加入はならず、2011年1月にASモナコにレンタル移籍の運びとなった。
ASモナコでは成功を収める事が出来ず、プリメーラ・ディビシオン・デ・メキシコのCFアトラスに1年契約でレンタル移籍。この移籍については2011年6月20日に発表された。2012年にCDモタグアに復帰した。
2013年12月にはプラテンセFCが彼の獲得を発表した。その後、タイに渡りBECテロ・サーサナFC、サイアム・ネイビーに所属した後、再びホンジュラスに帰国した。

### 代表
その背丈からU-23代表として北京オリンピックの予選のメンバーとして招集され出場した。予選ホスト国であったアメリカU-23代表相手に108分に彼が得点を決め、北中米カリブ予選の王者となった。しかしながら、本戦ではメンバーに選ばれなかった。
A代表初出場となったのは、2008年5月22日に行われたベリーズ代表との親善試合であり、2得点のうちの1得点を決めて初得点も同試合で達成した。親善試合のラトビア代表戦でも得点を決めて勝利の立役者となった。
大会出場歴としてはコパ・セントロアメリカーナ2011、コパ・セントロアメリカーナ2013、2009 CONCACAFゴールドカップ、2010 FIFAワールドカップを挙げる事が出来る。

## 個人
従兄弟のシャノン・ウェルコメもサッカー選手である。

## 代表歴

### 出場大会
- ホンジュラス代表
  - 2010 FIFAワールドカップ

### 試合数
- 国際Aマッチ 33試合 4得点（2008年-2013年）[10]

| ホンジュラス代表 | 国際Aマッチ | 国際Aマッチ |
| 年               | 出場        | 得点        |
| ---------------- | ----------- | ----------- |
| 2008             | 2           | 1           |
| 2009             | 7           | 1           |
| 2010             | 12          | 2           |
| 2011             | 5           | 0           |
| 2012             | 2           | 0           |
| 2013             | 5           | 0           |
| 通算             | 33          | 4           |

### 得点
| #     | 日附           | 場所                                                               | 対戦相手       | 得点 | 結果 | 大会                               |
| U-23  | U-23           | U-23                                                               | U-23           | U-23 | U-23 | U-23                               |
| ----- | -------------- | ------------------------------------------------------------------ | -------------- | ---- | ---- | ---------------------------------- |
| 1     | 2008年03月23日 | テネシー州ナッシュビル・ニッサン・スタジアム                       | アメリカ合衆国 | 1–0  | 1–0  | 北京オリンピック北中米カリブ海予選 |
| A代表 |                |                                                                    |                |      |      |                                    |
| 1     | 2008年05月23日 | サン・ペドロ・スーラ・エスタディオ・オリンピコ・メトロポリターノ   | ベリーズ       | 2–0  | 2–0  | 親善試合                           |
| 2     | 2009年11月14日 | テグシガルパ・エスタディオ・ティブルシオ・カリアス・アンディーノ   | ラトビア       | 2–1  | 2–1  | 親善試合                           |
| 3     | 2010年05月27日 | フィラッハ・フィラッハ・リンド                                     | ベラルーシ     | 2–2  | 2–2  | 親善試合                           |
| 4     | 2010年10月12日 | カリフォルニア州ロサンゼルス・ロサンゼルス・メモリアル・コロシアム | グアテマラ     | 2–0  | 2–0  | 親善試合                           |

## タイトル

### クラブ
アーセナル・デ・ロアタン
- リーガ・ナシオナル・デ・アスセンソ・デ・ホンジュラス: 2006–07クラウスラ

### 代表
ホンジュラスU-23
- オリンピック北中米カリブ海予選: 2008